# Place d'Albertas
La place d'Albertas est une place d'Aix-en-Provence.

## Situation et accès
Elle est située en plein centre-ville, en bordure de la rue Espariat, en face de la rue Aude.

## Origine du nom
Elle porte le nom de la famille d'Albertas, l'une des plus grandes familles d'Aix-en-Provence au XVIIIe siècle, originaire d'Alba, en Italie, qui s'était installée dans la région d'Apt au milieu du XIVe siècle.

## Historique
Sur l’emplacement de la place d’Albertas, Jean Agar, conseiller au Parlement d'Aix, possédait au XVIe siècle une maison qui fut rachetée par une famille marseillaise, les Paulhe, qui la revendit ensuite aux d'Albertas.
En 1724, le marquis Henri Reynaud d’Albertas, né le 22 mai 1674 à Aix-en-Provence, baptisé le 24 mai 1674 en l'église Sainte-Madeleine d'Aix-en-Provence, décédé le 28 janvier 1746 à Géménos et inhumé le 30 janvier 1746 en l'église de Géménos, conseiller du Roi et premier président de la Cour des comptes de Provence, charge Laurent Vallon, architecte de la ville, de rénover son hôtel particulier. De 1735 à 1741, il rachète les maisons situées en face de sa demeure et les fait démolir. Sur l'espace ainsi libéré, son fils Jean-Baptiste d'Albertas fit aménager en 1745-1746, devant l'hôtel de son père situé au nord, une élégante petite place conçue selon la mode parisienne des places royales. Il en confia la réalisation à Georges Vallon, qui avait succédé à son père Laurent dans la charge d'architecte de la ville. La place est bordée de quatre petits hôtels à façades uniformes, dont les fenêtres sont ornées de balcons en ferronnerie.
En 1862, une fontaine est érigée au centre de la place. Puis en 1912, une ornementation métallique, réalisée par les élèves de l'école des arts et métiers d’Aix-en-Provence y a été ajoutée.
Depuis un arrêté du 21 juillet 2000, les façades et toitures des immeubles bordant la place d’Albertas, ainsi que la fontaine et le sol de la place et de la rue Esperiat sont classés au titre des monuments historiques.

## Bâtiments remarquables et lieux de mémoire
- Immeuble au 9, rue Espariat à Aix-en-Provence
- Immeuble au 11, rue Espariat à Aix-en-Provence
- Immeuble au 13, rue Espariat à Aix-en-Provence
- Immeuble au 15, rue Espariat à Aix-en-Provence

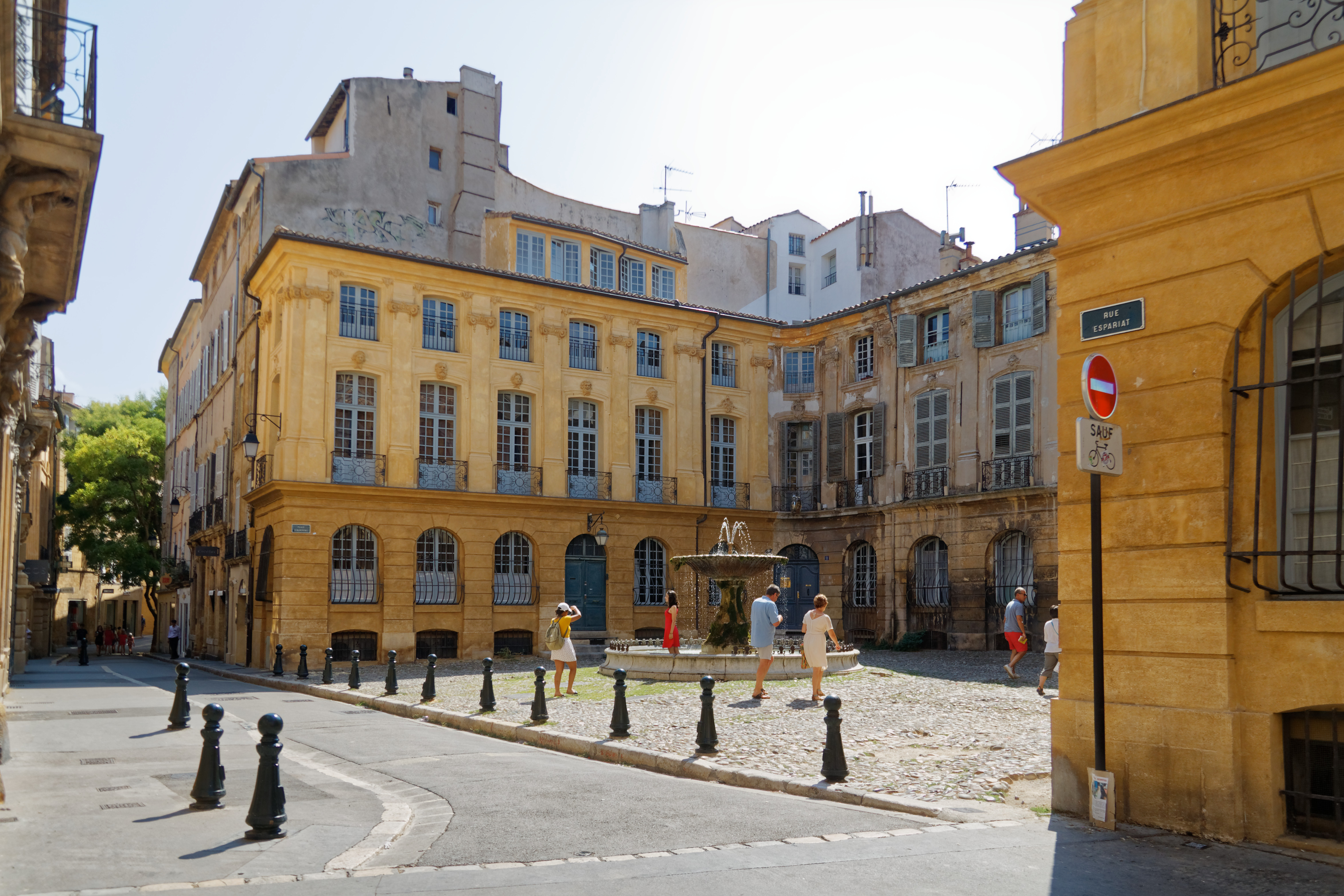
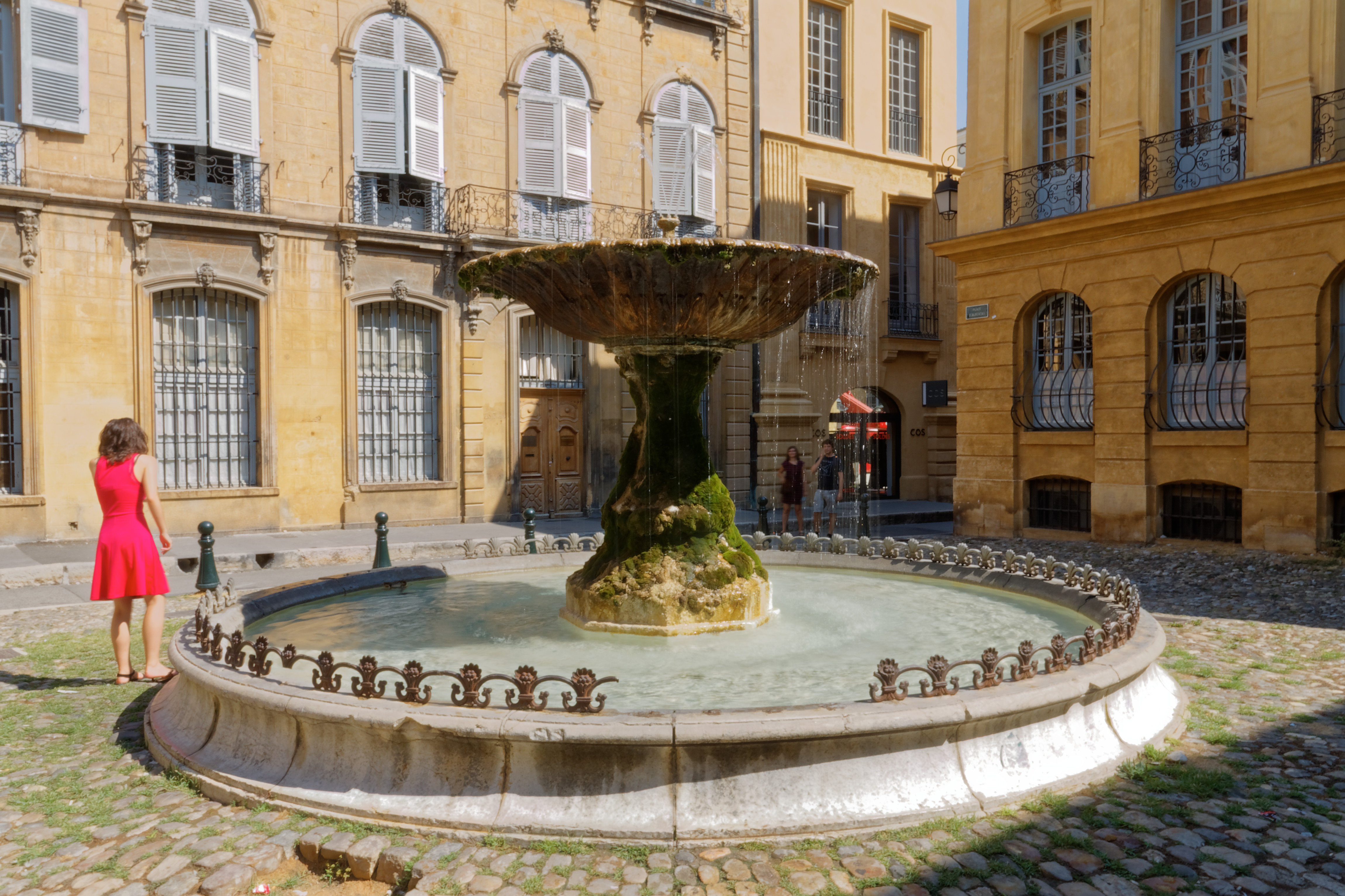
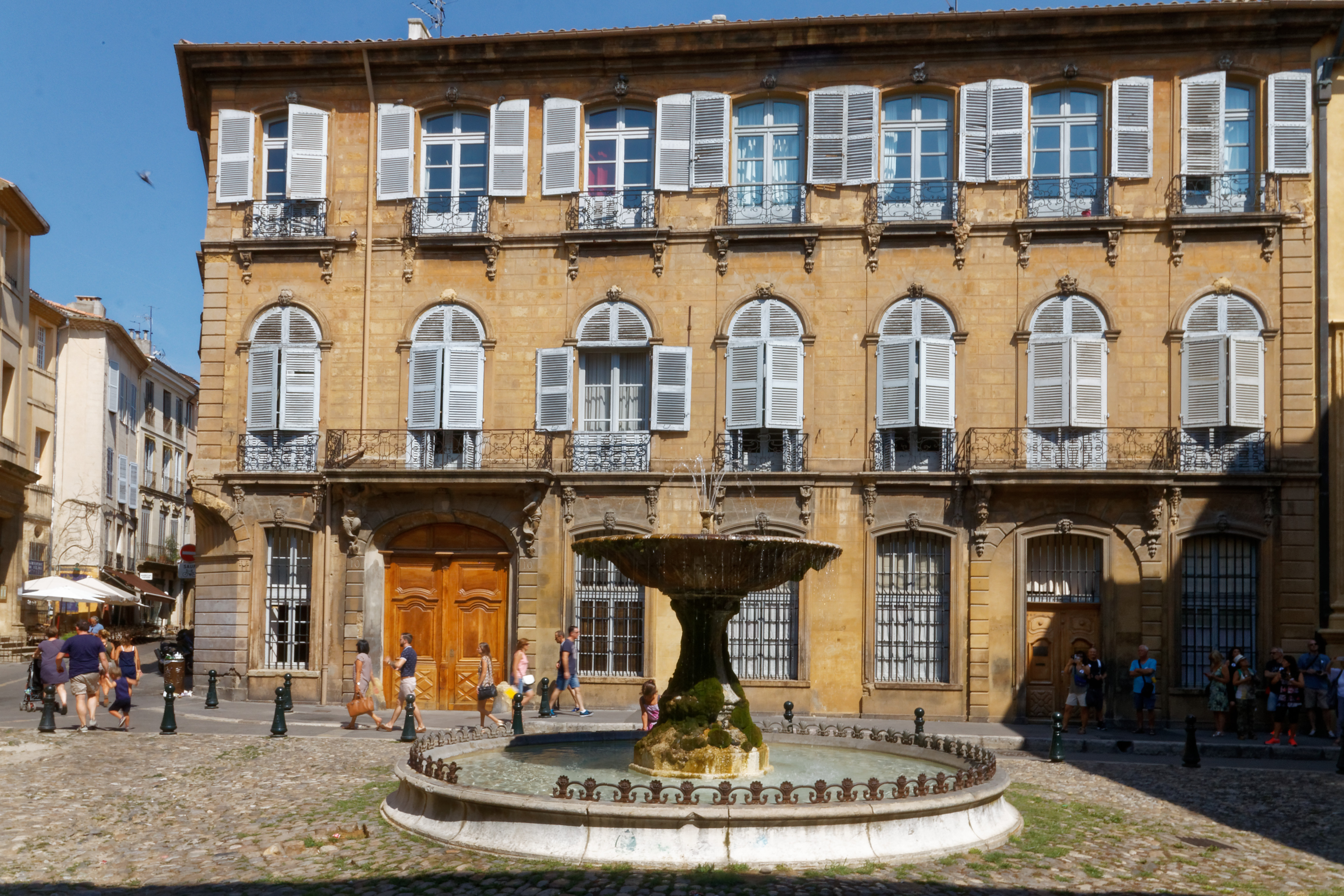